# Cristianópolis
Cristianópolis este un oraș în Goiás (GO), Brazilia.

## Personalități născute aici
- Marília Mendonça (1995 - 2021), cântăreață.